# سلوى في مهب الريح (فلم)
سلوى في مهب الريح فيلم سينمائى درامي مصري، إنتاج 1962 إخراج: السيد بدير، تأليف: محمود تيمور، تمثيَل : زبيدة ثروت، شكري سرحان، محمود المليجي، حسن يوسف، رشدي أباظة، نادية النقراشي.

## قصة الفيلم
أنور (محسن سرحان) طبيب نفسى مصاب بعقدة حسية، لذا فإنه يحاول استخدام الطب النفسي والتنويم المغناطيسي في السيطرة على بعض النساء اللاتي يحبهن، تتردد زينب (زبيدة ثروت) الفتاة البريئة على عيادته فهى تصاب بصدمة كلما شاهدت غروب الشمس. تخفى أمر هذه الزيارات عن أسرتها، خاصة خطيبها جلال (محرم فؤاد)، يتمكن أنور من السيطرة على الفتاة، تكتشف أم زينب (عزيزة حلمي) أن ابنتها ليست عذراء يتم إتهام جلال أنه السبب، ويحاول جلال تبرئة نفسه بالبحث عن الحقيقة، يساق الأمر إلى المحكمة، وتعترف زينب بالحقيقة، وفي المحكمة تأتى بعض النساء من ضحايا الدكتور أنور ويكشفن مرضه، تتم تبرئة جلال ويتزوج من زينب.

## فريق العمل
- إخراج: السيد بدير
- تأليف: محمود تيمور
- تمثيل:
  - زبيدة ثروت
  - شكري سرحان
  - محمود المليجي
  - حسن يوسف
  - رشدي أباظة
  - نادية النقراشي

## روابط خارجية
- سلوى في مهب الريح على موقع الدهليز
- سلوى في مهب الريح على موقع قاعدة بيانات الأفلام العربية
- صفحة الفيلم على موقع السينما